# Fabronia tahitensis
Fabronia tahitensis là một loài Rêu trong họ Fabroniaceae. Loài này được Nadeaud mô tả khoa học đầu tiên năm 1873.